# Ptichodis purgata
Ptichodis purgata är en fjärilsart som beskrevs av Druce. Ptichodis purgata ingår i släktet Ptichodis och familjen nattflyn. Inga underarter finns listade.